# Бизунеш Деба
Бизунеш Деба (род. 8 сентября 1987) — эфиопская легкоатлетка, которая специализируется в беге на длинные дистанции. Участница чемпионата мира по кроссу 2003 года на котором заняла 33-е место. Двукратная победительница пробега UAE Healthy Kidney 10K.

## Достижения
- 2011:  Нью-Йоркский марафон — 2:23.19
- 2011:  Лос-Анджелесский марафон — 2:26.34
- 2011:  Марафон Сан-Диего — 2:23.31
- 2013:  Хьюстонский марафон — 2:24.26
- 2013:  Нью-Йоркский марафон — 2:25.56
- 2014:  Бостонский марафон — 2:19.59, текущий рекорд трассы[1], изначально выиграла Rita Jeptoo, но она была дисквалифицирован из-за приёма допинга[2]